# 희빈 장씨
희빈 장씨(禧嬪 張氏, 1659년 11월 3일(음력 9월 19일) ~ 1701년 11월 9일(음력 10월 10일)), 장희빈(張禧嬪) 또는 옥산부대빈 장씨(玉山府大嬪 張氏)는 조선 제 19대 군주였던 숙종의 후궁으로, 숙종 15년(1689)부터 숙종 20년(1694)까지 정궁인 왕비(王妃)로 재임했다. 제 20대 군주 경종의 모친이다. 본명은 장옥정(張玉貞), 본관은 인동(仁同) 상장군계로 양주파이다.
사역원 역관이었던 전(前) 봉사(奉事: 종8품) 장형의 2남 2녀 중 차녀이자 막내로, 생모는 장형의 계적(繼嫡)인 파평 윤씨다. 인조~숙종 때의 명역관이자 반청 운동가였던 숭록대부(崇祿大夫: 종1품) 장현의 5촌 종질녀로 익히 소개된다. 현종 재위 연간에 궁녀로 차출되어 왕실 최고 여성인 장렬왕후 조씨(인조 계비)를 시종하며 성장하였으며 이후 숙종의 사랑을 받게 되었다. 숙종 6년(1680, 경신) 숙종의 모후인 명성왕후 김씨(현종비)에 의해 출궁되었다가 명성왕후의 국상을 마친 후에 다시 궁녀로 복귀, 숙종 12년(1686) 12월에 종4품 숙원(淑媛) 첩지를 받고 정식 후궁이 됐다. 숙종 14년(1688) 10월, 숙종의 첫 왕자(훗날의 경종 이윤)을 생산하였으며, 숙종 15년(1689, 기사) 1월 원자 정호 사태로 아들이 원자(元子)에 정호됨에 따라 정1품 희빈(禧嬪)으로 특진됐다. 같은 해 5월, 숙종의 제1 계비 인현왕후 민씨가 폐출되자 원자의 생모 자격으로 정궁인 왕비로 특진됐으나, 숙종 20년(1694, 갑술) 인현왕후가 복위됨에 따라 이전의 지위인 희빈으로 강봉됐으며 친정이 큰 화를 입었다. 이 사건으로 소론이 인현왕후에 대해 지켜왔던 국모 의리론을 완전히 청산하고 옥정과 경종의 지지세력으로 돌아서면서 노소 당쟁이 본격화됐다. 숙종 27년(1701, 신사) 인현왕후가 병사하자 왕세자의 모친이기도 한 옥정의 왕비 복위가 불가피해진 가운데 숙종이 무고의 옥을 일으켜 '병이 든 인현왕후가 빨리 죽기를 기도하는 무속행위를 했다'는 혐의 아래 숙종의 어명으로 자진했다. 사후 태조의 비(妃)였던 성비 원씨의 예로 상장제례가 올려졌다. 아들인 경종이 왕위에 올라 옥산부대빈으로 추증되었다. 묘소는 경기도 양주 인장리였다가 그녀의 육순이 된 해인 숙종 45년(1719, 기해) 천장례를 거행해 광주 진해촌으로 이장했다. 이후 1969년 토지사업 목적으로 서오릉 경내로 옮겨졌다.  
조선의 유일한 "비(非) 사족(士族) 출신 왕비"이자 유일한 "승은후궁 출신 왕비"이다. 더불어 태종이 적서차별법을 세운 이래 최초로 "원자의 생모가 된 후궁"이며, 최초로 "후궁으로 강봉된 왕비"이다. 노론의 창시자인 송시열이 택비한 노론의 여왕 인현왕후 민씨와 대립 관계였기에 노론의 기록에선 절대악으로 규정되어 폄훼됐으며, 인현왕후의 실책이 모두 옥정이 간계로 꾸며낸 것이거나 옥정의 실책이었던 것으로 전가되어 있다. 《연려실기술》을 숙종 때까지의 조선사를 연구하는 1차 고증사료로 채택했었던 구 학설에선 인현왕후와 옥정의 대립 구도를 서인 대 남인의 대립 구도로 규정했다.

## 생애

### 유년기
현종 즉위년(1659) 음력 9월 19일 한성부 북부 연응방 불광산계에서 태어났다. 부친은 사역원 봉사(종8품)를 지냈던 장형(張炯, 1623~1669)이며, 모친은 장형의 계적(繼嫡)인 파평 윤씨이다. 동기로는 이복으로 장형의 초적(初嫡)인 전모(前母) 제주 고씨(1562~1645)의 유일한 소생인 큰 오빠 장희식(張希栻: 1640~몰년 미상)이 있으며, 동복으로 장녀인 언니 1명(생몰년 미상과 8세 연상인 작은 오빠 장희재(張希載, 1651~1701)가 있다.
부친 장형은 한학(漢學: 중국어) 역관으로《통문관지》에 조선을 대표한 역대 명역관 중 한 명으로 기재된 첨지중추부사 장응인(張應仁: 1594~1660)과 남포 박씨(생몰년 미상, 산학 별제 박심의 딸)의 아들이다. 사역원에서 종8품 봉사를 지냈으나 일찍이 은퇴하고 집에서 거문고와 노래를 즐기며 여생을 보냈다. 모친 파평 윤씨는 왜학 역관으로 사역원 종4품 첨정을 지낸 윤성립(尹成립)과 초계 변씨(부호군 변계운의 딸)의 딸이다.
큰 오빠 장희식은 18세의 나이로 효종 8년(1657) 정유 식년시 역과에서 장원을 한 수재였으나 후사없이 일찍 사망하였다. 그의 최종 품작이 잡과 1등의 초봉인 종7품 직장에서 멈췄다는 점, 생전에 이미 혼인을 한 상태임에도 불구하고 차남인 장희재가 차장자(次長子)가 된 것 등에 비춰 부친보다 먼저 사망한 것으로 추정된다. 장희식의 처 해주 이씨는 절충장군 이천연의 딸로, 생몰년 및 행적에 대한 기록은 현재까지 미상이다. 장녀인 언니는 관상감 관원인 김지중(金志重)에 출가하여 숙종 17년(1691)엔 3남 1녀를 두었다. 작은 오빠 장희재는 일찍이 무과에 급제하여 숙종 6년(1680, 경신) 당시 내금위에 재직 중이었는데, 내금위 규정과 장희재가 숙종 9년(1683) 봄에 포도부장(종6품 下)이었던 것에 비춰 숙종 6년 죄인의 친속으로서 내금위에서 퇴출되었을 당시에 이미 종6품에 상당한 품작을 갖고 있었음을 파악할 수 있어 무과 급제 시기가 매우 빨랐던 것으로 추정된다. 장희재의 처 경주 김씨(이하 자근아지)는 사과 김덕립의 딸로, 숙종 17년(1691) 당시 3남을 두고 있었는데 이 중 장남은 일찍 죽었다. 이외 장희재가 숙종 6년(1680)에 첩으로 맞이한 안숙정(安淑正: 1666~1701)이 있다.

### 입궁
대개 대궐 안의 사환(使喚)은 여염집과는 달리, 크고 작은 일에 따라 각각 집사가 있고, 그 부류들이 자못 많아서 반드시 모두 먼저 익숙하게 익힌 뒤라야 모양을 이루게 되는데, 폐조 때의 궁인(宮人)들은 대변(大變)이 있은 뒤에 모두 쫓아냈고 선조(宣朝) 때의 궁인들은 모두 이미 늙어 죽고 살아 있는 자가 거의 없다. 그래서 선조(先朝) 때에는 한 사람이 늘 여러가지 일을 겸하여도 오히려 부족하여 걱정이었고 오늘날에 이르러서는 동궁(東宮)의 내인(內人)들이 더욱 모양을 이루지 못한다. 삼의사(三醫司)의 자식들을 대궐 안으로 뽑아들이는 것은 이전의 규례인데 어찌 유독 이 사람에 대해서만 존중해서 안 될 이치가 있겠는가. 한희유(韓希愈)의 상언 가운데, 저가 바로 한원(韓瑗)의 아들이요 윤홍임(尹弘任)의 매부(妹夫)인데 천역(賤役)에 강제로 배정했다는 말이 있어서 매우 패만스러웠기 때문에 과연 잡아가두게 하였다.— 효종실록8권, 효종 3년 6월 1일 신축 2번째기사

대사간 남구만 등이 아뢰기를,
"궁녀 뽑는 것을 형조로 하여금 법전에 의해 각사의 하전(下典)으로 하되, 별감이 사사로이 여염에 나가 양인을 뽑아들이는 폐단을 어제 탑전에서 아뢰었는데, 성상께서 삼의사(三醫司) 이외는 형조로 하여금 뽑아 들이게 하라고 하교하셨습니다. 신들은 폐단을 개혁하려는 전하의 성대한 뜻을 흠앙하면서도 폐단을 일으키는 원인을 통쾌히 제거하지 못한 것을 애석하게 여기었습니다. 조종조의 옛 제도는 다만 각사의 하전에서 선발하여 후궁의 인원을 보충할 뿐이었으나 그 당시 부리는 사람이 부족하다고 걱정하지 않았습니다. 그런데 지금 전하께서는 어찌하여 궁녀를 선택하는 데에만 꼭 옛 제도를 어겨 양인에까지 미치게 하여 일후의 폐단을 만들려 하십니까. 궁인을 각사의 하전으로 선택하고 양인을 뽑아들이는 일을 폐지하여 훗날의 규식으로 삼으소서."

하니, 따르지 않았다.— 현종실록9권, 현종 5년 10월 24일 임오 2번째기사

정확히 언제부터 시작된 관행인지는 알 수 없으나 효종 3년(1652)에는 이미 삼의사(三醫司: 유품 기술관) 집안의 딸을 궁녀로 차출하여 효종의 표현대로라면 '크고 작은 일에 따른 각각의 집사', 즉 고위 여관으로 양성하는 것이 이미 고규(古規)가 된 상태였다. 그리고 이 과정에서 당사자 측의 의사는 전면 무시됐으며, 무력을 동원한 강제력 및 딸을 되찾고자 할 시엔 보복 응징도 존재했다. 대표적인 예가 효종 3년의 "한희유 사건"이다. 이로 13년 뒤인 현종 5년(1664) 남구만 등이 연이어 차자를 올려 이 관행을 없앨 것을 간절히 요청하였으나 현종의 일관된 거부 및 "역관 최우 사건"으로 인해 더이상 이 관행에 대한 논의는 중단됐다. 이 관행이 일시적이나마 중단된 것은 경종 때이며, 영조 22년(1746년)에 《속대전》을 간행하며 궁녀 대상을 제한하며 사라진 것으로 추정된다.
한편, 미상으로 남아있던 옥정의 생년월일이 2010년대에 이르러 발견되면서, 《숙종실록》에 언급된 "禧嬪張氏, 毓充慶令家, 歸自結髮"과 『옥산부원군 신도비명』 중 "王妃殿下弱年選入宮及長"이 옥정의 생년월일과 자동 연동되어, 현종 즉위년 9월 19일에 태어나 현종 14년에 계년(筓年: 여자의 성년)을 맞이한 옥정의 입궁 시기가 현종의 재위 연간으로 압축됐다. 따라서 옥정은 6세 당시 현종 5년(1664)의 궁녀 차출 때 역관 최우의 딸과 더불어 입궁하였거나, 8세였던 현종 7년(1666)의 궁녀 차출 때 입궁한 것으로 추정된다.

### 궁녀 생활

#### 입궐 초기
대왕대비전의 궁녀였던 장씨는 인조의 계비이자 숙종의 증조모 뻘인 자의대비 조씨를 웃전으로 모셨다. 장씨가 출궁되었을 때 자의대비가 친필로 서신을 써서 법적 며느리이자 친정 외질녀인 숭선군의 부인 신씨에게 장씨를 돌보게 한 것이나 장씨의 재입궁을 주선했던 것, 조씨가 내전(인현왕후)과 소원하고 장씨를 치우치게 사랑했다는 기록의 존재 등으로 미루어 장씨가 자의대비의 각별한 애정을 받았음을 알 수 있다.
1680년 10월 26일, 숙종의 초비(初妃) 인경왕후 김씨가 천연두로 요절했다. 장씨가 숙종을 모시게 된 시기는 불분명하지만 숙종실록에 인경왕후가 죽고난 후에야 비로소 숙종을 모셨다는 기록이 여럿 존재하며, 11월 이후 혜성이 나타났는데 장씨가 숙종의 총애를 받기 시작한 무렵이 이때라는 기록이 존재하니 그녀가 숙종의 승은을 입은 시기가 인경왕후의 죽음 후임을 부정할 수 없다.
같은 해, 숙종의 어머니였던 대비 명성왕후 김씨(明聖王后 金氏)에 의해 강제로 출궁되었다. 숙종실록이나 인현왕후전 등에는 숙종을 모시기에 장씨의 출신이 천하고 성품이 극악한 이유로 쫓아낸 것으로 언급하고 있지만, 경신환국 당시 장현 일가가 복평군 형제와 절친한 사이이니 죄를 물어야 한다고 주장해 몰락시킨 장본인이 바로 명성왕후 김씨의 사촌 오라비 김석주였던 것으로 비추어 장씨의 보복을 견제한 탓이었음을 짐작할 수 있다. 또한, 그녀가 출궁된 직후인 1681년 1월 3일에 계비 간택령이 내려졌고, 3월에 숙종의 모후인 대비 김씨와 송시열의 추천으로 민씨(인현왕후)가 간택되어 1681년 5월 14일 숙종과 민씨가 가례를 올렸는데 본래 대비 김씨의 친정 가문과 원한이 있던 송시열과 민유중의 혈육인 민씨가 숙종의 계비가 된 것은 경신환국 당시 서인과 손을 잡았던 명성왕후의 정치적 계약임을 짐작할 수 있는 만큼 인경왕후의 죽음 직후 계비로 내정된 민씨를 위해 장씨를 숙종의 곁에서 치운 것일 가능성도 존재한다.

#### 출궁
1680년 겨울, 장씨가 출궁되자 자의대비가 숭선군저에 친필서찰을 넣어 자의대비의 친정 질녀이자 숭선군의 부인인 신씨의 보호를 받도록 하였다. 출궁된 장씨는 가장이 된 오라비 장희재 부부의 집에서 어머니 윤씨와 함께 지냈다. 1701년 공초 당시 장희재의 처 작은아기는 출궁된 당시에도 장씨가 무속에 기대었다는 사실을 발고한 바 있다.
흔히 장씨가 출궁된 당시에 궁핍한 삶을 살았고, 숭선군 부인 신씨와 자의대비를 자주 방문하여 다시 입궁하길 간절히 소원하였다고 알려졌는데 이 해석에는 오해가 있다. 출궁된 궁녀는 왕궁 출입은 고사하고 엄중한 감시 아래 사가에서 벗어날 수 없으며, 장씨가 출궁되고 얼마 되지 않아 그녀의 당숙부인 장현과 장찬 형제가 유배형에서 풀려났기 때문이다. 이는,
숙종 11년 3월 "(장현·장찬 형제는) 유찬된지 오래지 않아 옛직임에 서복되어서는 재물을 끌어다 판매하여 방자함이 더욱 심합니다."
라는 사간원 헌납 윤빈의 비판에서 이 사실을 확인할 수 있다. 또한, 1683년에 장희재의 직위가 포도부장이었던 기록이 존재하며 장씨의 동복 언니는 관상감 직장이었던 김지중에게 출가한 상태였는데 1701년 김지중의 증언으로 미루어 김지중이 처가에 왕래하며 장희재와 밀접한 관계였음을 알 수 있는 만큼 생계가 어렵지 않았음을 알 수 있다. 더욱이 장씨의 외삼촌 윤정석은 면포를 팔던 시전상인이었는데, 면포(무명)가 국법 상 육의전만이 매매가 가능한 독점 상품이었던 만큼 윤정석이 일개 장삿꾼이 아닌 육의전 상인이었음을 뜻하며 이는 윤정석이 상당한 재력을 소유하고 있었음을 의미한다. 윤정석은 장희재의 집과 담을 하나 두고 살았을 만큼 가까운 사이이기도 했다.

#### 재입궁
1683년 10월, 숙종이 두질(豆疾: 두창, 마마, 천연두)을 앓았다. 숙종의 모후 왕대비(王大妃) 김씨는 중전 민씨와 함께 숙종의 쾌차를 기원하기 위해 무당의 권고대로 절식을 하고 매일 속옷 차림으로 냉수욕을 하며 치성을 올리다가 감질(感疾: 감기)에 걸렸는데 숙종이 와병 중이라 쉬쉬하며 치유치 않다가 점점 위중해졌고, 숙종이 온전히 병석에서 일어나지 못한 12월 5일에 열병으로 사망하였다.
1685년 대비 김씨의 3년상이 마쳐지자 대왕대비 조씨는 숙종 부부에게 과거 대비 김씨가 출궁시켰던 그녀의 궁녀 장씨를 재입궐시킬 것을 권고하였다고 하기도 하고, 그녀를 그리워하는 숙종을 안타깝게 여긴 인현왕후가 숙종에게 간해 그녀의 재입궁을 주선했다고도 한다. 어쨌던 대비 김씨의 3년상이 1685년 12월 5일에 마쳐졌고, 1686년 2월 27일에 후궁 간택령이 있었던만큼 장씨의 재입궁이 이 기간 사이에 이루어졌음을 알 수 있다.

### 후궁 생활

#### 숙종의 총애와 후궁 책봉
궁으로 돌아온 장씨를 향한 숙종의 총애가 지극하자 서인과 인현왕후 민씨의 반발이 격렬했다. 인현왕후는 장씨를 견제하기 위해 서인과 합세해 1686년 3월, 서인 영수 김수항의 종손녀인 영빈 김씨를 간택후궁으로 입궐시켰다. 숙종 12년인 1686년 2월 27일 기사에 인현왕후가 여러차례 간택후궁을 들일 것을 종용했다는 기록이 있어 장씨가 재입궁 한 것을 인현왕후가 후회하였거나 애초 원했던 것이 아님을 알 수 있다. 앞서 1683년에는 인현왕후의 큰아버지인 좌의정 민정중이 장씨의 오라비 장희재가 정명공주의 생일잔치에서 노래를 부른 첩 안숙정을 취객의 희롱에서 도망치게 하였다고 호된 매질을 가한 바 있는데, 좌의정이 포도부장에게 직접 벌을 내린 것도 이치에 맞지 않으며 엄연한 무관의 아내를 희롱한 취객에게 죄를 묻지 않고 그녀를 도망치게 한 남편에게 벌을 내린 것은 사사로운 감정이 있었음을 의미하기도 한다. 사정이야 어찌됐던 민정중이 장희재에게 매질을 한 것은 사실이니 인현왕후로선 장씨의 입궁이 편할 수 없었을 것이다. 인현왕후는 궁녀 장씨의 교만함을 훈계하겠다며 아랫사람에게 장씨를 매질토록 시키기도 하였다.
서인 영수이자 송시열의 최측근인 김수항, 김수흥의 종손녀 김씨가 간택되어 3월 28일에 숙의로 봉해졌고 노비 150명이 하사되었다. 5월 27일에는 소의로 진봉되었으며 얼마 뒤에는 종1품 귀인으로 봉해졌는데 회임은 고사하고 숙종의 사랑도 받지 못한 김씨에게 이러한 특별진봉이 거듭된 것은 서인 영수의 종손녀라는 신분과 장씨를 향한 서인과 인현왕후의 견제를 의식한 숙종의 방어책이었다.

#### 인현왕후, 서인과 대립
김씨의 간택을 전후로 서인은 천재지변의 원인으로 장씨를 지목 하거나 제왕은 여색을 멀리해야 한다는 이유 등으로 장씨를 궁 밖으로 쫓아낼 것을 수차례 종용하였지만 실패하였다. 김창협은 "후궁으로서 가까이 사랑할 사람이 간혹 있을 수도 있겠으나 진실로 관어(貫魚: 궁인들의 순서)를 순서대로 할 수 있게 하여 종사(螽斯)의 경사가 있게 하고 미색(美色)에 마음이 현혹될 근심과 치우치게 사랑에 빠져 은총을 열어 준다는 비난을 없게 한다. (중략)"는 내용의 상소를 올렸는데, 이는 장씨의 미색에 현혹되지 말고 궁인의 지위 순서로 성총을 내려 후사를 보아야 한다는 뜻으로서 승은궁녀인 장씨보다 정궁인 인현왕후와 당시 유일하게 후궁의 지위를 갖고 있던 숙의 김씨(김창협의 5촌 당질녀이다)에게 사랑을 주어 그들에게서 후사를 보아야 비난을 받지 않는다는 내용이다.
숙종은 인현왕후와 김씨에게서 장씨를 떨어뜨리기 위해 중궁전과 후궁의 처소가 있는 창덕궁이 아닌 창경궁에 비밀리에 인부를 불러 장씨의 처소를 새로 건축하였다. 같은 해 12월에 숙종이 직접 장씨를 종4품 숙원으로 봉해 정식 후궁으로 만듦 으로서 인현왕후의 처지를 위해 장씨의 출궁을 종용하던 서인은 더 이상 숙종에게 장씨를 출궁시킬 것을 강력히 요구할 수 없게 된다. 하지만 장씨를 숙원으로 봉하며 하사하기로 한 노비 100명과 전답은 흉년을 이유로 무기한 연기하도록 하였다.
인현왕후는 직접적으로 숙종에게 숙원 장씨를 쫓아낼 것을 종용하기도 하였는데, 숙종에게 명성왕후 김씨가 꿈에서 계시를 내리길 장씨가 원한을 품고 환생한 짐승의 화신이며 불순한 무리(남인)의 사주를 받고 입궁했으니 쫓아내야 한다고 발언했던 기록이 숙종실록에 실려 있다. 또한, '장씨 팔자에 본디 아들이 없으니 노고하셔도 공이 없을 것이다'는 주장도 했는데 이는 모두 훗날 인현왕후 민씨가 폐서인이 되어 폐출되는 이유가 된다. 숙종은 원자(경종)가 탄생하자 인현왕후가 매우 노여워했으며, 급작스레 주가(主家: 공주의 처소. 홍치상의 어미 숙안공주 혹은 명안공주 등을 의미한다)와 더욱 친밀해지고 1688년 2월, '조사석이 장씨 친정의 청촉으로 상신에 제배되었다'는 소문을 유포했던 것이 발각되어 유적에서 삭제되고 위리안치된 홍치상의 방면을 종용했던 것을 폭로하기도 했다.

#### 경종의 출생
1688년 소의(昭儀 ; 내명부 정2품)로 승격한 장씨는 같은 해 10월, 드디어 왕실이 그토록 고대하던 숙종의 장남‘윤’(昀)을 낳았고 이 왕자가 후에 조선 왕조 제20대 왕 경종(景宗)에 오르게 된다.
《숙종실록》에는 장 소의가 10월 27일에 원자 윤을 낳은 것으로 기록하고 있지만, 《경종대왕 묘지문》과 행장에는 경종의 출생일이 10월 28일이라고 적혀있다. 경종 2년(1722년,임인년) 10월 28일 기사에 '대전(왕)의 탄신일
이었다'라고 기록된 것을 보면, 10월 27일이 오기이거나 10월 27일에 태어났지만 착각으로 인해 10월 28일로 외전된 것으로 추정한다.
그러나 서인의 반응은 싸늘하여 대왕대비 조씨의 상(喪) 중임을 앞세워 숙종의 득남에 축하연은커녕 하례인사조차 드리지 않았다. 또한, 다음 달인 11월 12일에는 숙종에게서 입궁하여 장씨의 산후조리를 도우라는 어명을 받고 입궁하는 장씨의 생모 윤씨를 지평 이익수가 명을 내려 사헌부 관원들이 그녀를 가마에서 강제로 끌어내리고 그녀의 하인들을 눈 앞에서 매를 때리고 체포하였다.

#### 옥교 사건
덮개가 달린 가마인 옥교를 탈 수 있는 부녀자는 3품 이상인 당상 문관의 어미와 처로 국법이 정해져있는데 당하 잡관에 불과한 천한 역관의 아내인 윤씨가 옥교를 탄 것은 엄연한 불법이라는 이유 때문이었다.
昭儀母, 卽堂下譯官之妻, 乘轎旣云僭矣。 轎而有屋, 僭之尤者。 持憲之官知此, 則宜所禁戢
장 소의의 어미는 곧 당하관(堂下官)인 역관(譯官)의 처(妻)이니, 교자(轎子)를 타는 것도 이미 참람하다고 할 것인데, 교자에 뚜껑이 있는 것은 더욱 참람한 것이니, 법을 지키는 관원이 이를 알면 마땅히 금지할 것입니다.
— 《숙종실록》 19권,
 숙종 14년(1688년 청 강희(康熙) 27년) 11월 13일 (임오)

하지만 이 법은 여인은 얼굴을 공개하고 외출할 수 없다는 조선시대의 사정에 의해 오래전부터 지켜지지 않았고, 이에 서반(무관) 가문의 여인이나 당하관의 처첩은 물론 관직이 없는 양반가의 부녀자나 중인, 양인에 불과한 아속의 처는 물론 환관의 처부와 궁녀, 하물며 천민인 기녀와 침선비도 타고 다녔다. 명성왕후 김씨의 친신 무당이었던 막례(莫禮)도 옥교를 타고 궁을 출입하며 굿을 했었던 만큼 사실은 아들을 생산한 소의 장씨에 대한 반감을 표면적으로 드러낸 것이었다.
옥교 사건은 그때까지 장씨에 대한 서인의 공격에 소극적으로 대응하던 숙종을 강하게 자극하였다. 숙종은 같은 당하관의 아내인 귀인 김씨의 어미도 옥교를 타고 수시로 궁에 드나들지만 문제 삼아진 적이 없으며, 장씨의 생모는 후궁이 해산할 때 교자를 타고 입궁할 수 있다는 왕실 규례에 따라 숙종의 어명을 받고 입궁한 것이며, 어명을 상징하는 선소동패(宣召銅牌)를 보였음에도 입궁치 못하고 내쫓긴 것은 왕을 능멸하는 행위임을 선포하며 이익수 및 사헌부 관원을 체포하여 엄형을 내리고 사형할 것을 명하였고 그들을 옹호하는 이들에게도 벌을 내릴 것을 선포했다. 하지만 숙종의 척신이자 최측근이기도 했던 우의정 조사석마저 윤씨가 탄 가마가 8인교였음을 강조하며 귀인 김씨의 어미는 비교 대상이 아님을 주장함으로써 숙종은 서인 대신은 물론 윤씨를 모욕한 하리에게 내린 벌조차도 취소하고 그들을 위로해야 했다.
서인은 장씨의 생모는 앞으로도 옥교를 탈 수 없는 명을 내릴 것을 종용함과 동시에 윤씨의 옥교 사건을 예로 삼아 가마에 대한 법을 개정하여 선포하라는 보복성 주장을 제기하여 숙종을 재차 굴욕시켰다. 이 사건의 발발한 지 불과 2개월 후, 숙종은 반격을 가한다.

#### 원자 정호 사태
1689년 1월 11일, 숙종은 아들 윤에게 원자(元子: 왕의 큰아들) 명호를 내릴 뜻을 알린다. 왕자 윤이 후궁 소생이라는 사실에 방심 하고 있던 서인은 숙종의 선언에 당황했지만 제대로 반대를 하거나 저지를 할 준비도 되지 않은 상황 속에 숙종은 불과 닷새 후인 1월 15일에 왕자 윤에게 원자 명호를 내려 종묘 사직에 고했다. 또한, 숙종은 원자 윤의 생모 소의 장씨를 정1품 빈(嬪)으로 책봉하여 귀인 김씨를 제치고 후궁 1위로 만들었다. 앞서 숙종이 원자 정호에 대한 불만이 있으면 관직을 내놓고 떠나라는 선언이 있었으며, 이미 종묘 사직에 고한 일을 무르라는 것은 선대 왕들을 한꺼번에 능멸하는 행위이자 신권이 왕권의 위에 있음을 입증하는 행위나 다름없기에 서인은 소극적인 반박으로 의사를 표현할 수 밖에 없었고, 숙종은 이 또한 용서하지 않아 그들을 파직하였다.
숙종 15년(1689) 2월 1일에 인현왕후의 외가 친척이기도 한 송시열이 이미 종묘에 고한 원자 정호를 철회하라는 비판상소를 올리자 숙종은 진노하여 송시열을 치죄하라는 명을 내리지만 서인으로 이루어진 승정원에서 명을 받들지 않았다. 앞서 숙종이 김만중의 치죄를 명할 당시와 흡사한 배경 이었기에 숙종은 분개하여 삼사와 승정원, 사간원 등 왕의 최측근 요직에 있던 서인을 파직하고 경신환국 때 실권하여 은신 중이었던 남인을 조정으로 불러 교체해버린다. 동시에 숙종은 2월 2일 장씨의 선조 3대를 정승으로 추증(追贈)했다. 다음 달 3월엔 그녀의 외조부인 일본어 역관 윤성립을 2품 정경으로 추증하고, 외삼촌인 윤정석에게 사포별제 직을 내려 장씨가 더 이상 비천한 역관에 불가한 가문 출신이라는 손가락질을 받지 않도록 하였다.

#### 기사환국 전후
서인이 차지하고 있던 삼사(三事: 삼정승)와 승정원, 사간원의 중앙 최고 요직이 경신년에 조정에서 밀려나 은신 중이었던 남인으로 교체되자 조정으로 돌아온 이현기(李玄紀)·남치훈(南致薰)·윤빈(尹彬) 등은 먼저 원자 윤의 탄생과 숙종의 원자가 정해진 것에 대해 경하와 찬사를 올려 서인과는 극적으로 상반된 모습을 보였다. 이는 경신년에 남인에게 대역죄를 씌워 경신환국을 일으켰던 서인을 향한 정치 보복의 시작이었다. 송시열에게 유배령을 내리고 김수항 및 일부 서인을 조정에서 내쳐버리긴 했지만 분노가 가시지 않았던 숙종은 남인의 부추김으로 송시열을 최고 유배지인 제주로 유배할 것을 명하고 김수항 등에게도 진도 유배령을 내렸다. 민암을 위시한 남인은 이에 만족하지 않고 6판서·참판·참의 등 남인 경재(卿宰) 수십인과 사헌부·사간원이 합계(合啓)하여 과거의 환국(경신환국)을 위해 역모를 날조하여 무고한 남인 영수 허적과 윤휴를 살해하였고 과격한 처벌로 죄없는 남인 인사를 학살한 김석주와 김익훈의 죄를 묻게 하였으며 이들을 옹호하였던 송시열과 남인 옥사의 위관으로서 남인 재상 오시수 등을 죽게한 김수항의 가중처벌을 맹렬히 주장하였다.
1689년 4월 21일, 귀인 김씨가 숙종이 빈청 인견의 공사를 적어놓은 종이를 훔쳐 소매에 숨긴 것이 발각되어 유배 중인 김수항에게 사형의 명이 내려지고, 22일 귀인 김씨의 작호가 삭탈되고 사제로 폐출되었다.
다음날 23일은 중전 민씨의 생일이었는데 숙종이 대왕대비 조씨의 국상기간 등을 이유로 탄일 하례 의식을 생략하라는 어명을 내렸지만 국모의 당연한 권한이라는 이유로 어명이 무시되고 중전 민씨에게 하례가 올려졌다. 이에 숙종이 분노하여 중전 민씨와 크게 다투고, 조정 대신들에게 중전 민씨를 교사스럽고 간특한 부인으로 칭하며 평소의 언동을 비난하며 중전 민씨에게 국모로서 군림할 자격이 없으니 고사를 찾아보라는 명을 내렸다. 이는 민씨를 폐서인하고 싶다는 의사를 피력한 것이다. 이에 서인 대신 뿐만 아니라 남인조차 당황하여 권대운 목래선 김덕원 민암 등은 중전 민씨에게 올려진 탄일 문안은 신자(臣子)들의 상례이니 중전 민씨에게는 죄가 없음을 주장하며 강력히 중전 민씨를 변호하였고, 권대운은 고사를 찾으라는 숙종의 명에 불복하며 사직을 청하였다. 이러한 조정 안팎의 반발에 대해 숙종은 서인은 처벌하고 남인은 용서하는 차별을 보임과 동시에, 24일에는 중전 민씨가 숙종과 크게 말다툼을 하면서 그녀 자신의 입으로 '진실로 나의 죄이다. 어찌할 것인가? 폐출시키려거든 폐출시키라.'는 과격한 언사들을 입에 담았던 사실을 폭로했다.
25일 밤, 오두인 박태보 등 서인 86인이 상소를 올려 전날 국모의 위엄을 훼손한 숙종의 발언을 맹렬히 비판하며 중전 민씨의 명예를 회복할 것을 요구했다. 남인의 강경한 반발에 주춤하던 숙종은 이 상소에 극노하여 오두인 박태보 등 86인을 친국하였고, 중전 민씨의 친오빠 민진원 형제에게도 국문을 내렸다. 이 사건으로 서인이 대거 연루되기에 이르자 중전 민씨를 적극 변호해왔던 남인은 정치보복을 위해 입장을 바꾸어 중전 민씨를 옹호한 상소의 내용을 적극 비판하며 서인에게 극형을 내릴 것을 종용한다. 이에 서인이 정계에서 완전히 축출되고 남인이 정계를 독점하게 되는 기사환국이 발발했다.

### 왕비 진봉과 폐위

#### 인현왕후 폐출 전후
5월 2일, 숙종은 당시 사대부 여성으로선 입에 담을 수 없는 발언을 했던 중전 민씨의 언사를 낱낱이 폭로하여 공개적으로 망신을 시킨 후 폐서인하여 강제로 출궁시켰다. 숙종은 중전 민씨의 폐출은 폐비 윤씨와 비교할 바가 아니며 그녀의 인성이 여후와 흡사하다고 비교하였다. 인현왕후 민씨에게 물어진 죄는 죽은 시부모의 계시를 빙자하여 왕에게 거짓을 고한 죄, 왕의 육체를 조롱한 죄, 투기로 내전(內殿)의 일을 조정으로 확대시켜 국정을 어지럽힌 죄, 내전에서 궁인의 당파를 나누어 붕당을 일으킨 죄였다. 숙종은 폐서인 민씨의 남겨진 물건을 모두 불태워버리도록 명하였으며 그녀가 가례를 올릴 때 입었던 장복은 대내에서 공개적으로 태우도록 했다.
인현왕후가 폐출된 후 숙종은 새로이 계비를 간택하지 않고 원자의 생모인 희빈 장씨를 왕비로 삼을 것을 선포하였다. 5월 13일, 희빈 장씨의 왕비 명호가 정해졌다. 이는 후궁 소생의 원자가 왕비 소생의 정통성을 얻게 되는 사건임과 동시에 중인 출신이자 궁녀 출신인 후궁이 국모의 위에 오르는 조선 역사상 최초의 사건이었다. 하지만 대왕대비 조씨의 복상 기간이 끝나지 않은 탓에 장씨가 정식으로 왕후로 책봉된 것은 다음 해인 1690년 10월 22일이다. 숙종은 장씨의 부모인 장형과 장형의 첫 아내 고씨는 옥산부원군(玉山府院君), 영주부부인(瀛洲府夫人)으로 추숭되었고, 장씨의 생모인 윤씨는 파산부부인(坡山府夫人)으로 책봉되었으며 장형 묘소에 옥산부원군 신도비를 세우도록 하여 장씨가 새로운 왕비가 되었음이 기정사실화되었다.

#### 왕비 책봉
1690년 6월 16일 원자 윤이 왕세자로 책봉되었다.
1690년 7월 19일, 중전 장씨가 숙종의 차자(次子)이자 첫 대군(大君)인 성수(盛壽)를 출산하였다.
숙종실록에는 장씨 소생의 왕자가 9월 16일에 사망하였는데 태어난지 열흘이 지났다고 기록되어 있지만, 승정원일기의 기록에 따르면 6월에 이미 산실청이 설치되었으며 7월 19일 중궁전(장씨)이 해만(解娩: 해산)한 후 약방(藥房)과 정원(政院), 옥당(玉堂)이 대전과 중궁전의 안부를 물었다. 다음 날인 7월 20일, 중전 장씨의 해만 상태와 산후 기후가 편안하다는 보고가 있으며 2품 이상 관원들이 문안을 올렸다. 22일에는 장씨의 젖[乳汁]이 나오지 않아 약을 의논하는 기사가 있다. 7월 26일에는 산실청 의관이 입진하여 중궁전(장씨를 말한다)이 해만(解娩: 해산)한 지 제7일이 되었으니 산실을 철파(撤罷)하겠다는 계를 올렸다. 같은 날 숙종은 산실청 전(前) 도제조와 우의정 및 여러 관원과 의관들에게 각 말 한 필과 안장을 하사하였다. 다음 날 27일에는 산실청 담당 의관이었던 김유현 등에게 숭록(崇祿: 종1품 문무관 관직)을 제수하는 것은 부당하다는 반대로 수령(守令) 직을 제수하였는데, 이는 숙종이 의관에게 종1품 숭록의 위를 제수할 만큼 대군의 탄생을 각별히 기뻐했음을 알 수 있다. 이러한 승정원일기의 기록은 장씨가 출산한 왕자가 9월 10일 경에 탄생된 것으로 기록한 숙종실록의 기사가 허위임을 증명한다.
장씨가 출산한 성수(盛壽)는 정식 책봉과 군호(君號: 대군과 군의 작위 앞에 붙이는 두 글자의 호)를 받지 않은 갓난아기였지만, 탄생 직후부터 대군(大君: 왕비 소생의 적통 왕자에게 내리는 작위명)으로 불렸으며 대군으로서의 예우와 영토와 녹봉이 내려지는 대우를 받았다.
대군 성수는 탄생한 지 100일이 되지 않은 9월 16일에 돌연 급사하였다. 조정에서 신생대군(新生大君)의 사망에 대한 원인이 논의되었다. 6월부터 산실청이 세워지고 산모인 장씨가 불안한 상태임이 거론되었는데 출산을 하고난 이후에도 장씨의 상태가 불안하다는 기록이 있으며 9월 16일 신생대군이 사망하였을 때에도 상태가 미완하다는 기록이 있는 만큼 난산이었거나 장씨의 건강이 좋지 않았음을 알 수 있다. 숙종은 조정 백관 앞에서 울음을 터트리며 마음이 진정되지 않는다고 토로했을 만큼 둘째 아들을 잃은 안타까움을 표했다. 1692년, 전 해(前年)에 조졸한 신생대군방에 절수된 영토와 녹봉을 거둘 것을 주청하는 건의가 반복되어 허가되었다.
둘째 왕자가 사망한 다음 달인 1690년 10월 22일에 책봉식을 올려 정식으로 왕비가 되었다.

#### 왕비 생활
1693년 2월, 중전 장씨의 머리 부위의 절환(癤患: 부스럼증)과 창증(瘡症: 종기)이 감소하였다는 기록과 의녀의 시침 기록이 승정원일기 중에 다수 존재하며, 숙환(=오랜 병, 고질병)으로 담화(痰火) 가 있어(宿患痰火之症) 1694년, 후궁으로 강봉되기 직전까지 치료법에 대한 논의와 뜸을 받은 기록이 존재한다.

### 후궁으로 강등

#### 갑술환국
1694년(숙종 20)에 서인의 김춘택·한중혁(韓重爀) 등이 폐비의 복위 운동을 꾀하다가 고발되었다. 이때에 남인의 영수이자 당시 우상(右相)으로 있던 민암 등이 이 기회에 반대당 서인을 완전히 제거하려고 김춘택 등 수십 명을 하옥하고 범위를 넓히어 일대 옥사를 일으켰다.
이때 숙종은 갑자기 마음을 바꾸어 옥을 다스리던 민암을 파직하고 사사하였으며, 권대운·목내선·김덕원 등을 유배하고 소론(少論) 남구만(南九萬)·박세채(朴世采)·윤지완 등을 등용하고 장씨를 희빈으로 강등시켰는데, 이를 불러 갑술환국이라 한다. 민진원은 그의 저서인 《단암만록》에 숙빈 최씨가 봉보부인을 통해 김춘택과 전략을 나누어 거사를 이룩하는데 큰 공헌을 세웠다고 기록했다.

#### 강등
갑술환국이 발발 후 12일째가 된 1694년 4월 11일, 숙종은 돌연 장희재를 긴급구속하고, 훗날 길일을 잡아 서궁(덕수궁)으로 입처할 폐비 민씨(인현왕후)의 서궁 입처를 길일과 상관없이 당장 다음날로 할 것을 명하며 민씨의 사가에 수직(호위)를 붙였다. 그리고 다음날 폐비 민씨가 서궁으로 입처했다는 소식이 전달되자 "민씨가 스스로 죄를 간절히 뉘우치고 있으며, 두 자전(慈殿: 장렬왕후와 명성왕후)의 삼년상을 함께 보낸 아내이니 쫓아냈던 것은 지나친 처사였다."며 민씨를 중전으로 복위하고 "백성에게 두 임금이 없는 것은 고금을 통하는 의리이다"며 중전 장씨의 왕후새수(王后璽綬)를 거둬 희빈의 옛 작호를 돌리고 거처를 옛처소인 창경궁 취선당으로 옮기라는 비망기를 내린다. 이에 대해 환국을 위해 투합했던 노론과 소론이 강경히 대립하게 되는데, 이는 노론은 인현왕후의 복위를 목적했고, 소론은 희빈 장씨를 왕비로 둔 채 인현왕후를 폐서인인 상태로 별궁에 모셔 편안한 여생을 맞기만을 목적했던 탓이다.
‘노당은 폐비를 복위시키려 하고, 소당은 폐비를 별궁(別宮)에 옮기려 한다.’ — 《조선왕조실록》 숙종 26권, 20년(1694 갑술 / 청 강희(康熙) 33년) 4월 1일(무진) 2번째기사

숙종의 복위 명령에 병조판서 서문중은 이조참판 박태상 등과 함께 사람을 모아 ‘9년·6년과, 아들이 있고 아들이 없는 것은 어느 것이 중하고 어느 것이 경한가?’라고 주장하였는데, 이는 인현왕후가 비록 희빈 장씨보다 더 오래 왕비로 있었으나 왕세자의 생모인 희빈 장씨가 더 귀하다는 뜻이다. 정원(政院)은 조정백관과 신중히 공론을 한 후에 결정지어질 때까지 명을 받들 수 없다는 거부의사를 표명했다. 인현왕후의 복위가 당연하다고 주장하는 노론과 부당하다고 주장하는 소론의 격렬한 언쟁이 오가던 가운데 4월 16일에 이르러 우의정 윤지완, 공조판서 신익상, 한성부우윤 임상원, 병조참의 이유 등의 소론의 대표 인물들이 단체로 사직상소를 올리기에 이르렀는데 숙종이 갑술환국을 일으키며 중앙을 소론 중심으로 채웠던 만큼 사태가 심각했다. 이 사건은 엿새 후인 4월 17일, 영의정이자 소론 영수였던 남구만이 '이미 복위하라는 왕명은 내려졌고, 자식이 어미(國母: 인현왕후)의 죄를 논하며 도로 쫓아내라 마라 의논하는 것은 도리가 아니다'고 소론을 중재하여 결국 인현왕후가 왕비로 복위하는 것으로 결론지어졌다. 이 사건을 계기로 소론은 희빈 장씨를, 노론은 인현왕후를 지지하는 세력이 되었는데 소론 영수인 남구만은 중립을 지켰다.
이로 인해 장씨의 부모인 장형과 윤씨·고씨는 부원군과 부부인의 작호가 취소되었으며, 장씨 역시 강봉되어 취선당으로 거처를 옮기게 되었으며 그녀의 왕비 옥보는 관례대로 부수어져 승정원에 묻혀졌다. 인현왕후 복위가 확정된 직후 장희재는 갑술환국 발발 직전에 유생 김인이 고발했던 숙빈 최씨의 독살 사주 혐의로 국문된다.

### 무고의 옥
1701년 음력 8월 14일, 오랜 지병을 앓던 인현왕후가 사망하였다. 조정은 인현왕후를 위한 국상이 준비함과 동시에 조정 한 편에선 희빈 장씨를 다시 왕비로 복위시키는 움직임이 전개되었다. 이는 당연한 수순이었지만 노론과 숙빈 최씨에게 치명적인 상황이었으며 숙종에게도 좋지 않은 상황이었다.
1701년 9월, 인현왕후와 함께 노론에 있던 숙종의 후궁 숙빈 최씨는 숙종에게 희빈 장씨가 취선당 서쪽에 신당(神堂)을 설치하고 인현왕후를 저주했다고 왕에게 발고하였고, 인현왕후는 병이 아닌 희빈 장씨의 저주에 의해 시해당한 것이라고 주장하였다. 또한 인현왕후의 동복 오라비인 민진후(閔鎭厚) 형제는 인현왕후가 생전 "지금 나의 병 증세가 지극히 이상한데, 사람들이 모두 '반드시 빌미가 있다'고 한다"고 그들에게 말한 바가 있었음을 숙종에게 발고했다. '빌미'란 장씨의 저주로 병에 걸렸다는 뜻이었다.
실제로 희빈 장씨는 그녀의 처소인 취선당 한편에 신당을 지었고 굿을 하였다. 하지만 희빈 장씨의 측근은 1699년 세자 윤이 두창에 걸리자 쾌유를 기원하기 위함이었다고 주장했다. 이미 세자의 두창은 완쾌되었지만 세자가 후유증으로 안질을 앓았고, 병이 나았다고 하여 신증(떡을 바치는 것)을 그만 두면 귀신의 분노를 산다는 무당의 말에 철거하지 못하였다는 것이다. 이들의 주장은 고문 중에도 번복되지 않았으며 다만 인현왕후의 죽음을 기원하였다는 추가 증언이 더해졌을 뿐이다.
신당의 존재가 1699년부터 존재하였다면 숙빈 최씨를 비롯한 궁인 전원은 물론 숙종 또한 알고 있었을 가능성이 크다. 주자학을 신봉하는 조선 사회에서 무속 행위는 국법으로 엄중히 금하였지만 궁 밖은 물론 궁 안에서도 자주 치루어졌고, 숙종의 모후 명성왕후 김씨도 인현왕후와 함께 숙종의 두창의 쾌유를 기원하는 굿을 하였던 만큼 장씨의 신당 설치 자체는 굳이 문제 삼을 사안이 아니었다. 하지만 숙빈 최씨는 신당의 존재에 이견을 주장하였고, 숙종은 숙빈 최씨가 거론한 신당의 존재를 조정 대신들에게 공식화하며 장씨가 몰래 신당을 차려 인현왕후를 시해하는 저주굿을 하였다고 발표한 것이다.
그러나 사건 조사 당시의 편파성, 증거의 부족, 고문으로 인한 증언의 신빙성 문제 등으로 인해 희빈 장씨가 신당을 차려 굿을 한 것이 정말 인현왕후를 저주하기 위한 것이었는지 아니면 단순히 세자의 쾌유를 위한 것이었는지에 대한 의혹은 오늘날까지 끊임없이 제기되고 있다.
하지만 숙종실록에는 희빈 장씨가 인현왕후 민씨를 저주한 내용은 없다.

#### 최후
숙종은 먼저 제주 유배 중인 장희재에게 처형의 명을 내리고, 그에 이어 희빈에게 자진을 명하는 비망기를 내린다. 이에 대신들이 반대하자 숙종은 구익부인의 예를 들지만 숙종의 나이가 젊으니 한무제와는 경우가 다르다며 대신들이 반대하였다.
이에 숙종은 먼저 태자방의 가족들을 궁으로 데려와 증언을 받아낸 후 이 증언을 바탕으로 장희재의 첩 숙정과 선당과 동궁전의 궁인(宮人)·죽은 태자방의 뒤를 이어 굿을 했던 무녀 오례를 압송해 수일에 걸쳐 압슬형 등 최고 고문형을 가하며 범죄를 인정하는 자백을 받아낸다. 생존한 죄인은 군기시에서 처형되었다. 이 사건을 무고의 옥(巫蠱-獄, 여기서 무고란 무술 (巫術)이나 방술 따위로 남을 저주하는 일을 뜻하는 말이다)이라 한다.
이때에 소론은 고문 과정이 비정상적이었음을 주장하며 희빈의 결백을 주장했지만 이미 희빈을 죽일 결심을 한 숙종의 뜻이 단호하였다. 이에 영의정 최석정과 소론은 희빈에게 죄가 있다고 치더라도 세자의 어미이니 처우에 관대하게 하자고 주장을 바꿨지만 이 역시 기각되었고 최석정은 부처되었다. 1701년 10월 7일, 숙종은 빈어(嬪御:임금의 첩)에서 후비(后妃:임금의 정실)로 승격되는 일을 금지하는 법을 만들었고, 다음날 10월 8일에 승정원을 통해 공식적으로 장씨에게 자진의 명을 내렸다. 10월 10일, [숙종은 희빈 장씨가 이미 자진하였음을 공표하였다. 향년 43세였다.

##### 자진? 사사?
노론의 입장에서 집필된 《수문록》과 《인현왕후전》에는 장씨가 숙종에 의해 강제로 사사된 것으로 묘사되어 있는 것에 반해, 정사 기록인 《숙종실록》과 《승정원일기》에는 자진한 것으로 기록되어 있다. 아래는 《인현왕후전》에 묘사된 장씨의 최후이다.

"옛 한무제도 무죄한 구익부인을 죽였거니와 이제 장녀는 오형지참(五刑之斬)을 할 것이요. 죄를 속이지 못할 바로되 세자의 정리를 생각해서 감소감형하여 신체를 온전히 하여 한 그릇의 독약을 각별히 신칙하노라."

궁녀를 명하여 보내시며 전교하사,

"네 대역부도의 죄를 짓고 어찌 사약을 기다리리요. 빨리 죽임이 옳거늘 요약한 인물이 행여 살까 하고 안연히 천일(天日)을 보고 있으니 더욱 죽을 죄라. 동궁의 낯을 보아 형체를 온전히 하여 죽임이 네게 영화라, 빨리 죽어 요괴로운 자취로 일시도 머무르지 말라."

(중략)

"네 중궁을 모살(謨殺)하고 대역부도함이 천지에 당연하니 반드시 네 머리와 수족을 베어 천하에 효시(梟示)할 것이로되 자식의 낯을 보아 특은으로 경벌을 쓰거늘 갈 수록 태만하여 죄 위에 죄를 짓느냐?"

장씨 눈을 독하게 떠 천안(天顔=용안)을 우러러뵈옵고 높은 소리로 말하기를,

"민씨 내게 원망을 끼치어 형벌로 죽었거늘, 내게 무슨 죄가 있으며 전하게서 정치를 아니 밝히시니 인군의 도리가 아닙니다."

살기가 자못 등등하니 상감께서 진노하사 두 눈을 치켜 뜨시고 소매를 걷으시며 여성하교하여 이르시기를,

"천고에 저리 요악한 년이 또 어디 있으리요. 빨리 약을 먹이라."

장씨, 손으로 궁녀를 치고 몸을 뒤틀며 발악하여 말하기를,

"세자와 함께 죽이라. 내 무슨 죄가 있느냐?"

상감께서 더욱 노하시어 좌우에게,

"붙들고 먹이라."

하시니, 여러 궁녀 황황히 달려들어 팔을 잡고 허리를 안고 먹이려 하나 입을 다물고 뿌리치니 상감께서 내려보시고 더욱 대노하사 분연히 일어나시며,

"막대로 입을 벌리고 부으라."

하시니, 여러 궁녀 숟가락 청으로 입을 벌리는 지라
(중략)
상감께서는 조금도 측은한 마음이 아니 계시고,

"빨리 먹이라."

하여, 연이어 세 그릇을 부으니 경각에 크게 한 번 소리를 지르고 섬돌 아래 고꾸라져 유혈이 샘솟듯 하니, (중략) 상감께서 그 죽음을 보시고 외전으로 나오시며,

"시체를 궁 밖으로 내라."

하시고,

《조선왕조실록》과 《승정원일기》가 공개된 것은 최근의 일이기에 지금껏 《인현왕후전》 등 민간에 널리 보급된 소설과 야사에 묘사된 장씨의 최후의 모습이 정설로 신봉되어 왔으며, 정사가 공개된 후에도 죽음의 과정이 정확히 기록되어 있지 않기에 '사사 역시 자진의 한 형태이니 사사된 것이다'로 절충되어 해석되는 실정이다. 또한 1961년 《인현왕후전》으로 극본을 짠 정창화 감독의 방화 《장희빈》이 대중에게 선풍적인 인기를 모았고 이 인기를 바탕으로 아류작인 영화·드라마·서적 등이 연이어 만들어지니 권선징악의 결말을 원하는 민중들은 요녀 장희빈의 비참한 죽음만을 기억하게 된다.
하지만 《숙종실록》과 《승정원일기》에 사사설을 부정하는 기록이 존재한다. 숙종이 승정원에 명하여 정식으로 장씨의 자진을 명한 1701년 음력 10월 8일의 유시(酉時), 판중추부사 서문중·우의정 신완·이조판서 이여가 숙종을 청대하여 마지막으로 희빈 장씨의 구명을 청하였고, 숙종의 뜻이 완고하여 자진의 명을 번복할 수 없을 깨닫자 구명을 포기하고 희빈 장씨를 자진시키는 수단에 대해 물었다. 이에 숙종이 사약 이외에는 달리 방도가 없다고 답하자 서문중 등이 말하길, 왕세자를 낳고 기른 사친에게 유사(攸司)의 형벌을 쓰는 것은 《주례(周禮)》에서 금한 것이며, 궁 안에선 사사를 할 수 없으니 사제로 내보내 사약을 써야 하는데 이는 유사의 형벌이 되는 것이라 지적하고 ‘공족(公族)의 사죄(死罪)는 전인(甸人)에게 넘겨 목매어 죽인다’고 간언하였다. 자리에 함께한 모든 대신에게 사실 여부를 확인한 숙종은 자진을 명한 것은 유사의 형벌을 쓰려고 한 것이 아니었다고 답하였으며, 앞서 승정원에 명하여 장씨에게 자진을 명하는 교지를 적어 장씨에게 내리도록 했던 어명 역시 유사의 형벌이라는 서문중 등의 지적에 따라 즉시 회수토록 하고 대신 다음날 조보(朝報)에 자진의 명이 있었음을 싣도록 하였다. 이는 희빈 장씨가 사사되었을 가능성이 사실상 희박함을 증명한다.

## 사후
천벌로 인해 죽자마자 온 몸이 썩어 냄새가 진동해 즉시 궁 밖으로 시체를 버렸다고 기록한 소설 《인현왕후전》이나 죽기 직전에 세자 윤의 고환을 뜯어 고자로 만들었다고 기록한 《수문록》등의 야사에서와는 달리 실록에 기록된 희빈 장씨의 죽음에 대한 예우는 지극히 극진하였을 뿐만 아니라 전례는 물론 후에도 예를 찾을 수 없을 만큼 파격적이었다.
1701년 10월 10일, 숙종은 이미 장씨가 자진하였음을 통보하며 아들인 세자 윤 부부에게 상주로서 거애식에 참여하여 망곡례를 행할 것을 명한다. 다음 날인 10월 11일에는 세자 부부의 상복에 대한 논의가 있었고 '서자(庶子)로서 아버지의 후사가 된 자는 그 어머니를 위해서 시마복(緦麻服)3개월복)을 입는다.'는 예조의 말에 따라 그대로 시행하라 명을 했지만 이후 숙종은 이를 번복하여 장씨를 위해 3년복을 입도록 한다.
장씨의 상례부터 장례까지의 모든 절차는 궁에서 주관하고 치루어졌으며 종친부 1품의 예로 받들어졌다. 그녀의 무덤 역시 여느 후궁들 과는 달리 친정 식구나 궁속 환관이 구한 것이 아니라 왕실 종친인 금천군 이지와 예조참판 이돈이 지관들을 거느리고 여러 곳을 다니며 구하였다. 경기도 양주 인장리로 결정된 장씨의 묘는 숙종의 명으로 종친부 1품의 예로 단장되었다. 장씨의 장례 역시 여느 후궁의 장례처럼 3월장으로 치루어지지 않고 4월장으로 치루어졌는데, 왕과 왕후의 장례인 5월장보다 단지 하루가 부족한 1702년 1월 30일에 치루어졌다. 장례식 전날에 세자가 친림하였고, 수일 전부터 입관 당일까지 궁에서 식을 거행하였다.
1717년 12월, 장씨의 묘가 용맥(龍脈)은 있으나 혈(穴)이 없고 수법(水法)도 합당하지 못하여 완전한 곳이 아닌 것 같다는 함일해의 상소가 올라왔다. 1718년, 숙종은 노론의 반대에도 불구하고 인장리 묘의 천장(=이장)을 명하였다. 예조참의가 지사로 이름난 자 10여 명을 대동하여 1년 간 기내(畿內) 길지(吉地)를 간심한 끝에 가장 평가가 우수한 광주 진해촌으로 와병 중인 숙종이 직접 택점하였다. 1719년에 치루어진 천장식 역시 궁에서 주관하였으며 숙종이 왕세자 부부에게 망곡례를 명함으로써 노론의 극렬한 반발이 있었다. 천장지 또한 초상 때와 마찬가지로 종친부 1품의 예장으로 단장되었으며 청룡(靑龍: 주산(主山)의 좌향(坐向)에서 본 좌측의 산맥)에 앞서 자리하고 있던 종친의 묘와 많은 민전도 모두 값을 치루어 옮기도록 하였다.
1720년, 그녀의 아들인 경종이 즉위하자 장씨를 추존해야 한다는 주장이 일어났다. 이에 노론이 노골적으로 극심한 반발을 하자 경종은 숙종이 승하한 지 한 달만에 이러한 화제를 올리는 것이 해괴하다며 상소를 올린 유학 조중우를 유배 보내는 것으로 마무리하려 하였지만 노론은 조중우에게 대역죄를 물어 사형에 처했다. 이 사건 직후, 성균관 장의 윤지술이 숙종이 장씨를 죽인 것은 빛나는 업적이니 기록으로 남겨야 한다는 주장을 하였다. 경종과 소론이 이에 대해 분노하여 윤지술에게 유배형을 내리고 곧 처형하려 하였지만 노론은 윤지술의 의기를 높이 사야 한다며 윤지술에게 죄를 주어선 안 된다고 방면할 것을 주장하였다. 그와 동시에 노론은 경종에게 왕세제 책봉을 종용하여 연잉군을 왕세제로 책봉하는데 성공하였고, 그 직후 왕세제 대리청정을 주장해 경종이 정치에서 물러날 것을 요구했다. 이로 인해 신임사화가 발발하여 노론이 숙청되었다. 1721년 12월, 경종은 비로소 1년 전에 그의 생모를 모욕한 윤지술에게 사형을 내릴 수 있었다.
다음 해인 1722년, 경종은 생모 장씨를 옥산부대빈(玉山府大嬪)에 추존하였다. 숙종이 후궁 출신은 왕비가 될 수 없다는 어명을 내렸기에 즉시 왕후로 추존할 수 없었다. 옥산부대빈에 대한 예우는 선조의 생부 덕흥대원군(德興大院君)과 일치하였다. 경종은 희빈 장씨를 왕비로 추숭하려 하였으나 재위 4년만인 1724년에 사망하여 끝내 뜻을 이루지 못했다. 경종이 죽고 영조가 즉위함으로써 노론의 천하가 되자 옥산부대빈 장씨의 위치는 대역죄인으로 격하되었으며, 민진원은 장씨를 인현왕후가 폐서인되었던 원흉으로 지목하였으며 그 죄가 발각되어 숙종에게 폐출되었다가 인현왕후 사후에 사사된 것이라고 주장하였다.
현재 그녀의 무덤은 서오릉 경내의 대빈묘(大嬪墓)로 1960년대 도시화 개발로 옮겨진 것이다. 경내 한 구석의 음지에 그녀의 무덤과 장식품만이 초라하게 옮겨진 탓에 현대인의 오해를 사고 있다. 그녀의 사당은 칠궁의 하나인 대빈궁(大嬪宮)이며 궁정동 칠궁 경내에 존재하고 있다. 대빈궁은 왕후만이 사용하는 원형 기둥 등의 양식을 보이는데, 이는 희빈이 한때나마 국모의 자리에 있었음을 보여주고 있다.
아래의 내용은 인현왕후전에서의 장씨의 주검 수습 장면이다.

장씨의 주검을 누가 정성으로 수습하겠는가.

피 묻은 옷에 휘말아 소금장을 덮어 궁 밖에 내어 방안에 누이고 임금의 명을 기다려 염을 하려고 하는데 

염장하라 하시므로 들어가 입관하려 하니 하룻밤 사이에 신체가 다 녹고 검은 피가 가득하여 시체가 뜨게 되었으니 

정형을 받은 것만 못하였다. 

## 가족 관계
| 조선의 후궁 | 희빈 장씨 禧嬪 張氏 | 출생                                                | 사망                                                               |
| 조선의 후궁 | 희빈 장씨 禧嬪 張氏 | 1659년 10월 24일 (음력 9월 19일) 조선 한성부 상평방 | 1701년 10월 29일 (음력 10월 10일) (42세) 조선 한성부 창경궁 취선당 |

|    |                                           | 본관 | 생몰년          | 부모                              | 비고 |
| -- | ----------------------------------------- | ---- | --------------- | --------------------------------- | ---- |
| 부 | 옥산부원군 장형 玉山府院君 張炯           | 인동 | 1623년 - 1669년 | 장응인 張應仁 남포 박씨 藍浦 朴氏 |      |
| 모 | 파산부부인 파평 윤씨 坡山府夫人 坡平 尹氏 | 파평 | 1626년 - 1698년 | 윤성립 尹成立 초계 변씨 草溪 卞氏 |      |

| 조선 제19대 국왕 | 숙종 肅宗 | 출생 | 1661년 10월 27일 (음력 8월 15일) 조선 한성부 경희궁 회상전     |
| 조선 제19대 국왕 | 숙종 肅宗 | 사망 | 1720년 7월 1일 (음력 6월 8일) (58세) 조선 한성부 경희궁 융복전 |

| 작호 | 작호              | 이름      | 생몰년          | 배우자                                                  | 비고        |
| ---- | ----------------- | --------- | --------------- | ------------------------------------------------------- | ----------- |
| 장남 | 경종대왕 景宗大王 | 윤 昀     | 1688년 - 1724년 | 단의왕후 심씨 端懿王后 沈氏 선의왕후 어씨 宣懿王后 魚氏 | 제20대 국왕 |
| 차남 | 왕자              | 성수 盛壽 | 1690년 - 1690년 |                                                         |             |

## 희빈 장씨가 등장하는 영상 작품
| 구분   | 연도            | 작품명                                     | 배우           | 참고        |
| ------ | --------------- | ------------------------------------------ | -------------- | ----------- |
| 영화   | 1961년          | 《장희빈》                                 | 김지미         | 정창화 감독 |
| 영화   | 1968년          | 《요화 장희빈》                            | 남정임         | 임권택 감독 |
| 드라마 | 1971년          | 《장희빈》                                 | 윤여정         | MBC         |
| 드라마 | 1981년          | 여인열전 시리즈 중 제1화 《장희빈》        | 이미숙         | MBC         |
| 드라마 | 1988년          | 《인현왕후》                               | 전인화         | MBC         |
| 드라마 | 1995년          | 《장희빈》                                 | 정선경         | SBS         |
| 드라마 | 2002년          | 《장희빈》                                 | 김혜수         | KBS2        |
| 드라마 | 2007년          | 《HDTV 문학관 - 서러워라 잊혀진다는 것은》 | 이재은         | KBS1        |
| 드라마 | 2010년          | 《동이》                                   | 이소연         | MBC         |
| 드라마 | 2012년          | 《인현왕후의 남자》                        | 최우리         | tvN         |
| 드라마 | 2013년          | 《장옥정 사랑에 살다》                     | 김태희, 강민아 | SBS         |
| 드라마 | 2015년          | 《툰드라쇼》                               | 신보라         | MBC         |
| 드라마 | 2016년          | 《대박》                                   | 오연아         | SBS         |
| 예능   | 2012년          | 《신화방송》                               | 신화           | JTBC        |
| 예능   | 2018년 ~ 2019년 | 《코미디빅리그 2018 ~ 2019 장희빈》        | 박나래         | SBS         |

## 평가
1701년 이후 노론에 의해 질투의 화신, 투기의 화신 또는 악의 화신으로 평가되어 왔으나, 1910년(융희 3년) 대한제국 멸망 이후 인현왕후와의 애증관계의 희생양으로 현대에 와서는 사료의 다양성과 새로운 시각의 해석으로 남인과 서인의 권력다툼의 희생양 또는 남인이 미는 비빈으로 평가되기도 한다.

## 같이 보기
- 숙종
- 인현왕후
- 기사환국
- 갑술환국
- 무고의 옥
- 김춘택
- 숙빈 최씨
- 영빈 김씨
- 경종
- 서인
- 남인
- 장형

## 참고 문헌
- 승정원일기
- 조선왕조실록
- 연려실기술
- 인현왕후전
- 수문록
- 단암만록
- 성호사설
- 여유당전서

## 참고 서적
- 김아네스, 〈13. [인물 바로 보기] 장희빈, 악녀의 누명을 쓴 정치의 희생양〉 내일을 여는 역사, 《내일을 여는 역사 제23호》 (내일을 여는 역사, 2006), pp. 155–165
- 《여인열전》/이덕일 지음/김영사
- 《우리나라 여성들은 어떻게 살았을까 1》/강지연 지음/청년사
- 《인현왕후전》/작가미상/신원문화사
- 《일상으로 본 조선시대 이야기 1》/정연식 지음/청년사
- 《조선왕조실록 어떤 책인가》/이성무 지음/동방미디어
- 《조선 최대 갑부 역관》/이덕일 지음/김영사
- 《중국을 뒤흔든 여인들》/지앙성난/시그마북스
- 《한중록》/혜경궁 홍씨 지음/서해문집
- 《황궁의 성》/시앙쓰 지음/미다스북스